# Próżność
Próżność (łac. vana gloria lub inanis gloria) – rodzaj pychy przejawiająca się w chęci olśniewania innych, zwracania uwagi na rzeczy zewnętrzne.
Według Katechizmu Kościoła Katolickiego zarówno próżność, jak i samochwalstwo stanowią grzech przeciw prawdzie. Z próżności wypływa nieposłuszeństwo, chełpliwość, hipokryzja, spory, upór, kłótnie i pogoń za nowinkami.